# Zesdaagse van Amsterdam
De Zesdaagse van Amsterdam was een jaarlijkse zesdaagse wielerwedstrijd die teruggaat tot het jaar 1932. Deze eerste editie werd verreden van 18 tot en met 24 november 1932 in het gebouw van de Oude RAI aan de Ferdinand Bolstraat en werd gewonnen door het befaamde Nederlandse koppel Jan Pijnenburg - Piet van Kempen. De laatste editie vond plaats in 2016.
De vijfde editie zou pas in 1966 worden verreden in de Nieuwe RAI aan het Europaplein met als winnaars het koppel Peter Post - Fritz Pfenninger. In de Nieuwe RAI werden echter ook slechts 4 edities verreden.
In het jaar 2001 werd de traditie echter weer opgepakt in het nieuwe gebouwde Velodrome Amsterdam gelegen in Sportpark Sloten, met een baanlengte van 200 m en een toeschouwerscapaciteit voor 2.000 personen.
In 2015 kon geen geldschieter meer gevonden worden en vond er voor het eerst in vijftien jaar geen zesdaagse meer plaats. In 2016 werd de organisatie overgenomen door de Engelse Madison Sports Group en bliezen zij het evenement nieuw leven in. Onder de naam 'Six Day Amsterdam' hoopte de Engelsen van het evenement weer een succes te maken. De promotie werd groots opgezet en er werden dagelijkse uitzendingen verzorgd door Eurosport. Na één editie stopte de Madison Sports Group echter weer met de organisatie van de zesdaagse, het evenement had volgens de organisatie te weinig geld opgeleverd. Alistair Carr van Madison Sports Group noemde Six Day Amsterdam 'niet langer commercieel interessant'. De baan in Sloten is met ongeveer duizend zitplaatsen volgens hem te klein.
Recordwinnaar in de zesdaagse van Amsterdam is de Nederlander Danny Stam met 4 overwinningen.

## Erelijst
| Editie                          | Jaar | Datum              | Locatie             | Winnaar                            | Tweede                             | Derde                           |
| ------------------------------- | ---- | ------------------ | ------------------- | ---------------------------------- | ---------------------------------- | ------------------------------- |
| 23                              | 2016 | 6 - 11 december    | Velodrome Amsterdam | Kenny De Ketele Moreno De Pauw     | Marcel Kalz Leif Lampater          | Claudio Imhof Tristan Marguet   |
| geen editie in 2015             |      |                    |                     |                                    |                                    |                                 |
| 22                              | 2014 | 20 - 25 oktober    | Velodrome Amsterdam | Yoeri Havik Niki Terpstra          | Jasper De Buyst Pim Ligthart       | Nick Stöpler Leif Lampater      |
| 21                              | 2013 | 21 - 26 oktober    | Velodrome Amsterdam | Kenny De Ketele Gijs Van Hoecke    | Raymond Kreder Leif Lampater       | Jens Mouris Wim Stroetinga      |
| 20                              | 2012 | 15 - 20 oktober    | Velodrome Amsterdam | Pim Ligthart Michael Mørkøv        | Iljo Keisse Niki Terpstra          | Peter Schep Wim Stroetinga      |
| 19                              | 2011 | 17 - 22 oktober    | Velodrome Amsterdam | Iljo Keisse Niki Terpstra          | Peter Schep Wim Stroetinga         | Yoeri Havik Nick Stöpler        |
| 18                              | 2010 | 18 - 23 oktober    | Velodrome Amsterdam | Robert Bartko Roger Kluge          | Danny Stam Léon van Bon            | Franco Marvulli Niki Terpstra   |
| 17                              | 2009 | 19 -24 oktober     | Velodrome Amsterdam | Robert Bartko Roger Kluge          | Franco Marvulli Bruno Risi         | Leif Lampater Danny Stam        |
| 16                              | 2008 | 20 - 25 oktober    | Velodrome Amsterdam | Robert Slippens Danny Stam         | Robert Bartko Iljo Keisse          | Leif Lampater Erik Zabel        |
| 15                              | 2007 | 22 - 27 oktober    | Velodrome Amsterdam | Robert Bartko Iljo Keisse          | Robert Slippens Danny Stam         | Peter Schep Erik Zabel          |
| 14                              | 2006 | 16 - 21 oktober    | Velodrome Amsterdam | Peter Schep Danny Stam             | Isaac Gálvez Joan Llaneras         | Franco Marvulli Bruno Risi      |
| 13                              | 2005 | 17 - 22 oktober    | Velodrome Amsterdam | Kurt Betschart Bruno Risi          | Robert Slippens Danny Stam         | Matthew Gilmore Iljo Keisse     |
| 12                              | 2004 | 18 - 23 oktober    | Velodrome Amsterdam | Robert Slippens Danny Stam         | Kurt Betschart Bruno Risi          | Matthew Gilmore Scott McGrory   |
| 11                              | 2003 | 20 - 25 oktober    | Velodrome Amsterdam | Robert Slippens Danny Stam         | Kurt Betschart Bruno Risi          | Matthew Gilmore Scott McGrory   |
| 10                              | 2002 | 21 - 26 oktober    | Velodrome Amsterdam | Silvio Martinello Marco Villa      | Robert Slippens Danny Stam         | Matthew Gilmore Scott McGrory   |
| 9                               | 2001 | 11 - 16 september  | Velodrome Amsterdam | Matthew Gilmore Scott McGrory      | Silvio Martinello Marco Villa      | Robert Slippens Danny Stam      |
| geen editie tussen 1970 en 2000 |      |                    |                     |                                    |                                    |                                 |
| 8                               | 1969 | 11 - 17 december   | Nieuwe RAI          | Peter Post Romain Deloof           | Dieter Kemper Klaus Bugdahl        | Gérard Koel Piet de Wit         |
| 7                               | 1968 | 12 - 18 december   | Nieuwe RAI          | Jan Janssen Klaus Bugdahl          | Peter Post Leo Duyndam             | Palle Lykke Jensen Freddy Eugen |
| 6                               | 1967 | 7 - 13 december    | Nieuwe RAI          | Palle Lykke Jensen Freddy Eugen    | Fritz Pfenninger Jo de Roo         | Sigi Renz Romain Deloof         |
| 5                               | 1966 | 12 - 18 december   | Nieuwe RAI          | Peter Post Fritz Pfenninger        | Palle Lykke Jensen Freddy Eugen    | Jan Janssen Patrick Sercu       |
| geen editie tussen 1937 en 1965 |      |                    |                     |                                    |                                    |                                 |
| 4                               | 1936 | 27 maart - 2 april | Oude RAI            | Frans Slaats Adolphe Charlier      | Jan Pijnenburg Piet van Kempen     | Albert Billiet Roger Deneef     |
| 3                               | 1934 | 2 - 8 november     | Oude RAI            | Paul Broccardo Marcel Guimbretière | Jan Pijnenburg Jan van Kempen      | Albert Buysse Roger Deneef      |
| 2                               | 1933 | 18 - 24 november   | Oude RAI            | Jan Pijnenburg Cor Wals            | Paul Broccardo Marcel Guimbretière | Viktor Rausch Gottfried Hürtgen |
| 1                               | 1932 | 18 - 24 november   | Oude RAI            | Piet van Kempen Jan Pijnenburg     | Viktor Rausch Gottfried Hürtgen    | Adolphe Charlier Roger Deneef   |